# Dungeon Keeper (jeu vidéo, 2014)
Pour le jeu de 1997, voir Dungeon Keeper (jeu vidéo, 1997).
Dungeon Keeper est un jeu vidéo mêlant god game et stratégie en temps réel développé par Mythic Entertainment et édité par Electronic Arts, sorti en 2014 sur iOS et Android. Il s'agit d'une réinterprétation de Dungeon Keeper, jeu de Bullfrog Productions sorti en 1997, pour le support mobile et le modèle économique freemium.

## Accueil
Le jeu a été extrêmement mal reçu par la majorité de la presse spécialisée.
- Canard PC : 0/10[1]
- Jeuxvideo.com : 6/20[2]
- Pocket Gamer : 7/10[3]
- TouchArcade : 1/5[4]